# Round Mountain (Nevada)
Pour les articles homonymes, voir Round Mountain.
Round Mountain est une ville non incorporée située dans le comté de Nye, dans l’État du Nevada, aux États-Unis. Round Mountain est surtout connue pour la mine de Round Mountain, une grande mine d'or à ciel ouvert appartenant à Kinross Gold.